# Un casto varón español
Un casto varón español es una comedia dramática española estrenada el 29 de octubre de 1973, dirigida por Jaime de Armiñán y protagonizada por José Luis López Vázquez, Patty Shepard, Esperanza Roy, Teresa Rabal y Mirta Miller.

## Sinopsis
Santiago es un hombre que ya ha entrado en los cuarenta. Sigue soltero y vive con su madre, con quien además comparte profesión. Ambos regentan una pastelería en el centro de Madrid.
Santiago lleva una vida monótona y aburrida, además es una persona bastante reprimida y conservadora. Su vida pronto dará un giro inesperado cuando su madre le desvele que no es su madre biológica y que su verdadera madre acaba de fallecer en Inglaterra. Allí era la dueña de un burdel y por herencia el nuevo propietario es Santiago.

## Reparto
- José Luis López Vázquez como Santiago.
- Patty Shepard como Verónica.
- Esperanza Roy como Inés.
- Teresa Rabal como Esther.
- Mirta Miller como Norma.
- María Isbert como Sirvienta.
- María Francés como Doña Celia.
- Eduardo Calvo como Cliente.
- Mara Goyanes como Prostituta.
- Emilio Mellado
- Saturno Cerra
- Miguel del Castillo
- Alberto Fernández Recepcionista Hotel Universal.
- Javier de Rivera
- Julia Lorente
- Carmen Maura como Profesora de Música.
- Blaki como	 César
- Judy Steffen
- Rafael Cedres